# Atharvan
Atharvan was een Indiase rishi die wordt verondersteld de Atharva-Veda te hebben geschreven.
De Atharva-Veda behoort tot de zgn. sruti geschriften, of gehoorde geschriften.
Atharvan wordt verondersteld de yajna of vuurritualen te hebben ingesteld.